# Henri Joncourt
Henri Joncourt, né à Paris le 14 avril 1922 et mort le 8 janvier 1957 à El Milia en Algérie,, est un footballeur français, qui évoluait au poste d'attaquant.

## Biographie
Ses parents retournent après sa naissance à Concarneau, il commence sa carrière de footballeur à Union sportive concarnoise.
Il a environ 15 ans lorsqu'il retourne à Paris, où l s'installe et travaille aux PTT.
Il devient professionnel avant sa majorité. Il est vainqueur de la Coupe de France de football 1941-1942 avec le Red Star. Il avait alors 19 ans.
En 1943, pour échapper au STO, il rejoint sa famille à Concarneau. N'hésitant pas à montrer ses convictions antinazies et recherché pendant la Seconde Guerre mondiale, il entre dans la Résistance comme FTPF, après l'exécution de Pierre Guéguin. Il se lie alors d'amitié avec Jean Le Guiban, résistant et joueur de football à l'Etoile rospordinoise. Il participe au maquis de Rosporden, et à celui de Concarneau, avec lequel il participe à la libération de la ville. Il poursuit ensuite sa formation militaire, et devient à la sortie de la guerre sous-lieutenant de réserve.
De retour à la vie civile et après une saison aux Girondins de Bordeaux.
Il devient entraîneur de l'US Beauregard à Laval en 1949 pour la saison 1949-1950.
De retour en Bretagne, il devient par la suite entraîneur de l'US Concarneau, puis passe à l'US Quimperlé pendant 2 ans, pour revenir ensuite à Concarneau. En juillet 1956, il devient entraîneur de Lorient Sports où il dispute quelques matchs avant son départ pout l'Algérie.
Officier de réserve et père de 4 enfants, il signe un engagement de 6 mois. Nommé capitaine au sein du 10e bataillon de chasseurs à pied, il est mortellement blessé lors de la guerre d'Algérie en janvier 1957.